# فردریک‌تاون-میلزبورو (پنسیلوانیا)
فردریک‌تاون-میلزبورو (به انگلیسی: Fredericktown-Millsboro) یک منطقهٔ مسکونی در ایالات متحده آمریکا است که در پنسیلوانیا واقع شده‌است. فردریک‌تاون-میلزبورو ۱٬۰۹۴ نفر جمعیت دارد.